# Список птиц Португалии
Список птиц Португалии (в том числе, Мадейра и Азорские острова) включает около 623 видов фауны Португалии, из которых  9 были интродуцированы человеком.

## Гагарообразные—Gaviiformes

### Гагаровые—Gaviidae
- Краснозобая гагара — Gavia stellata
- Чернозобая гагара — Gavia arctica
- Полярная гагара — Gavia immer

## Поганкообразные—Podicipediformes

### Поганковые—Podicipedidae
- Малая пестроклювая поганка — Podilymbus podiceps
- Малая поганка — Tachybaptus ruficollis
- Чомга — Podiceps cristatus
- Красношейная поганка — Podiceps auritus
- Черношейная поганка — Podiceps nigricollis

## Буревестникообразные—Procellariiformes

### Альбатросовые—Diomedeidae
- Странствующий альбатрос — Diomedea exulans

### Буревестниковые—Procellariidae
- Глупыш — Fulmarus glacialis
- Тринидадский тайфунник — Pterodroma arminjoniana
- Зеленомысский мягкопёрый тайфунник — Pterodroma feae
- Мадейрский тайфунник — Pterodroma madeira
- Тайфунник Бульвера — Bulweria bulwerii
- Средиземноморский буревестник — Calonectris diomedea
- Буревестник островов Зелёного Мыса — Calonectris edwardsii
- Большой пестробрюхий буревестник — Puffinus gravis
- Серый буревестник — Puffinus griseus
- Обыкновенный буревестник — Puffinus puffinus
- Балеарский буревестник — Puffinus mauretanicus
- Североатлантический малый буревестник — Puffinus baroli

### Качурковые—Hydrobatidae
- Качурка Вильсона — Oceanites oceanicus
- Белолицая качурка — Pelagodroma marina
- Британская качурка — Hydrobates pelagicus
- Северная качурка — Oceanodroma leucorhoa
- Вилохвостая качурка — Oceanodroma monorhis
- Мадейрская качурка — Oceanodroma castro

## Пеликанообразные—Pelecaniformes

### Фаэтоновые—Phaethontidae
- Красноклювый фаэтон — Phaeton aetherius

### Олушевые—Sulidae
- Северная олуша — Morus bassanus
- Бурая олуша — Sula leucogaster

### Баклановые—Phalacrocoracidae
- Большой баклан — Phalacrocorax carbo
- Хохлатый баклан — Phalacrocorax aristotelis
- Ушастый баклан — Phalacrocorax auritus

### Фрегатовые—Fregatidae
- Великолепный фрегат — Fregata magnificens

## Аистообразные—Ciconiiformes

### Цаплевые—Ardeidae
- Большая выпь — Botaurus stellaris
- Американская выпь — Botaurus lentiginosus
- Малая выпь — Ixobrychus minutus
- Индейский волчок — Ixobrychus exilis
- Обыкновенная кваква — Nycticorax nycticorax
- Американская зелёная кваква — Butorides virescens
- Жёлтая цапля — Ardeola ralloides
- Египетская цапля — Bubulcus ibis
- Малая белая цапля —Egretta garzetta
- Береговая цапля — Egretta gularis
- Трёхцветная цапля — Egretta tricolor
- Белая американская цапля — Egretta thula
- Малая голубая цапля — Egretta caerulea
- Большая белая цапля — Ardea alba
- Серая цапля — Ardea cinerea
- Большая голубая цапля — Ardea herodias
- Рыжая цапля — Ardea purpurea

### Аистовые—Ciconiidae
- Чёрный аист — Ciconia nigra
- Белый аист — Ciconia ciconia

### Ибисовые—Threskiornithidae
- Лесной ибис — Geronticus eremita
- Каравайка — Plegadis falcinellus
- Обыкновенная колпица — Platalea leucorodia

## Фламингообразные—Phoenicopteriformes

### Фламинговые—Phoenicopteridae
- Обыкновенный фламинго — Phoenicopterus roseus
- Малый фламинго — Phoenicopterus minor

## Гусеобразные—Anseriformes

### Утиные—Anatidae
- Рыжая свистящая утка — Dendrocygna bicolor
- Лебедь-шипун — Cygnus olor
- Американский лебедь — Cygnus columbianus
- Лебедь-кликун — Cygnus cygnus
- Гуменник — Anser fabalis
- Короткоклювый гуменник — Anser brachyrhynchus
- Белолобый гусь — Anser albifrons
- Серый гусь — Anser anser
- Белый гусь — Anser caerulescens
- Белощёкая казарка — Branta leucopsis
- Чёрная казарка — Branta bernicla
- Огарь — Tadorna ferruginea
- Пеганка — Tadorna tadorna
- Каролинская утка — Aix sponsa
- Свиязь — Anas penelope
- Американская свиязь — Anas americana
- Серая утка — Anas strepera
- Чирок-свистунок — Anas crecca
- Кряква — Anas platyrhynchos
- Американская чёрная кряква — Anas rubripes
- Шилохвость — Anas acuta
- Чирок-трескунок — Anas querquedula
- Голубокрылый чирок — Anas discors
- Ширкоконоска — Anas clypeata
- Мраморный чирок — Marmaronetta angustirostris
- Красноносый нырок — Netta rufina
- Красноголовый нырок — Aythya ferina
- Ошейниковая чернеть — Aythya collaris
- Белоглазый нырок — Aythya nyroca
- Хохлатая чернеть — Aythya fuligula
- Морская чернеть — Aythya marila
- Малая морская чернеть — Aythya affinis
- Обыкновенная гага — Somateria mollissima
- Сибирская гага — Polysticta stelleri
- Морянка — Clangula hyemalis
- Синьга — Melanitta nigra
- Пестроносый турпан — Melanitta perspicillata
- Турпан — Melanitta fusca
- Малый гоголь — Bucephala albeola
- Обыкновенный гоголь — Bucephala clangula
- Луток — Mergellus albellus
- Средний крохаль — Mergus serrator
- Большой крохаль — Mergus merganser
- Американская савка — Oxyura jamaicensis
- Савка — Oxyura leucocephala

## Соколообразные—Falconiformes

### Скопиные—Pandionidae
- Скопа — Pandion haliaetus

### Ястребиные—Accipitridae
- Осоед — Pernis apivorus
- Чернокрылый дымчатый коршун — Elanus caeruleus
- Чёрный коршун — Milvus migrans
- Красный коршун — Milvus milvus
- Орлан-белохвост — Haliaeetus albicilla
- Бородач — Gypaetus barbatus
- Стервятник — Neophron percnopterus
- Африканский сип — Gyps rueppellii
- Белоголовый сип — Gyps fulvus
- Чёрный гриф — Aegypius monachus
- Змееяд — Circaetus gallicus
- Болотный лунь — Circus aeruginosus
- Полевой лунь — Circus cyaneus
- Луговой лунь — Circus pygargus
- Ястреб-тетеревятник — Accipiter gentilis
- Ястреб-перепелятник — Accipiter nisus
- Обыкновенный канюк — Buteo buteo
- Зимняк — Buteo lagopus
- Курганник — Buteo rufinus
- Большой подорлик — Aquila clanga
- Малый подорлик — Aquila pomarina
- Испанский могильник — Aquila adalberti
- Беркут — Aquila chrysaetos
- Ястребиный орёл — Aquila fasciatus
- Орёл-карлик — Aquila pennatus

### Соколиные —Falconidae
- Степная пустельга — Falco naumanni
- Обыкновенная пустельга — Falco tinnunculus
- Воробьиная пустельга — Falco sparverius
- Кобчик — Falco vespertinus
- Дербник — Falco columbarius
- Чеглок Элеоноры — Falco eleonorae
- Чеглок — Falco subbuteo
- Ланнер — Falco biarmicus
- Кречет — Falco rusticolus
- Шахин — Falco pelegrinoides
- Сапсан — Falco peregrinus

## Курообразные—Galliformes

### Зубчатоклювые куропатки—Odontophoridae
- Виргинская американская куропатка — Colinus virginianus

### Фазановые—Phasianidae
- Берберийская каменная куропатка — Alectoris barbara
- Красная куропатка — Alectoris rufa
- Серая куропатка — Perdix perdix
- Обыкновенный перепел — Coturnix coturnix
- Фазан — Phasianus colchicus

### Трёхпёрстковые—Turnicidae
- Африканская трёхпёрстка — Turnix sylvatica

## Журавлеобразные—Gruiformes

### Журавлиные—Gruidae
- Журавль-красавка — Anthropoides virgo
- Серый журавль — Grus grus
- Канадский журавль — Grus canadensis

### Пастушковые—Rallidae
- Водяной пастушок — Rallus aquaticus
- Коростель — Crex crex
- Африканский чёрный погоныш — Amaurornis flavirostris
- Обыкновенный погоныш — Porzana porzana
- Малый погоныш — Porzana parva
- Погоныш-крошка — Porzana pusilla
- Султанка — Porphyrio porphyrio
- Бронзовая султанка — Porphyrio alleni
- Малая султанка — Porphyrio martinica
- Камышница — Gallinula chloropus
- Хохлатая лысуха — Fulica cristata
- Лысуха — Fulica atra
- Американская лысуха — Fulica americana

### Дрофиные—Otidae
- Дрофа — Otis tarda
- Стрепет — Tetrax tetrax

## Ржанкообразные—Charadriiformes

### Кулики-сороки—Haematopodidae
- Африканский чёрный кулик-сорока — Haematopus moquini
- Кулик-сорока — Haematopus ostralegus

### Шилоклювковые—Recurvirostridae
- Ходулочник — Himantopus himantopus
- Шилоклювка — Recurvirostra avosetta

### Авдотковые—Burhinidae
- Авдотка — Burhinus oedicnemus

### Тиркушковые—Glareolidae
- Бегунок — Cursorius cursor
- Луговая тиркушка — Glareola pratincola

### Ржанковые—Charadriidae
- Малый зуёк — Charadrius dubius
- Галстучник — Charadrius hiaticula
- Перепончатопалый галстучник — Charadrius semipalmatus
- Крикливый зуёк — Charadrius vociferus
- Морской зуёк — Charadrius alexandrinus
- Хрустан — Charadrius morinellus
- Американская ржанка — Pluvialis dominica
- Золотистая ржанка — Pluvialis apricaria
- Тулес — Pluvialis squatarola
- Кречётка — Vanellus gregarius
- Чибис — Vanellus vanellus

### Бекасовые—Scolopacidae
- Вальдшнеп — Scolopax rusticola
- Гаршнеп — Lymnocryptes minimus
- Бекас — Gallinago gallinago
- Дупель — Gallinago media
- Короткоклювый бекасовидный веретенник — Limnodromus griseus
- Американский бекасовидный веретенник — Limnodromus scolopaceus
- Большой веретенник — Limosa limosa
- Малый веретенник — Limosa lapponica
- Средний кроншнеп — Numenius phaeopus
- Тонкоклювый кроншнеп — Numenius tenuirostris
- Большой кроншнеп — Numenius arquata
- Бартрамия — Bartramia longicauda
- Щёголь — Tringa erythropus
- Травник — Tringa totanus
- Поручейник — Tringa stagnatilis
- Большой улит — Tringa nebularia
- Пёстрый улит — Tringa melanoleuca
- Желтоногий улит — Tringa flavipes
- Улит-отшельник — Tringa solitaria
- Черныш — Tringa ochropus
- Фифи — Tringa glareola
- Мородунка — Xenus cinereus
- Перевозчик — Actitis hypoleucos
- Пятнистый перевозчик — Actitis macularius
- Перепончатопалый улит — Catoptrophorus semipalmatus
- Камнешарка — Arenaria interpres
- Большой песочник — Calidris tenuirostris
- Исландский песочник — Calidris canutus
- Песчанка — Calidris alba
- Малый песочник — Calidris pusilla
- Перепончатопалый песочник — Calidris mauri
- Кулик-воробей — Calidris minuta
- Белохвостый песочник — Calidris temminckii
- Песочник-крошка — Calidris minutilla
- Бонапартов песочник — Calidris fuscicollis
- Бэрдов песочник — Calidris bairdii
- Дутыш — Calidris melanotos
- Острохвостый песочник — Calidris acuminata
- Краснозобик — Calidris ferruginea
- Морской песочник — Calidris maritima
- Чернозобик — Calidris alpina
- Грязовик — Limicola falcinellus
- Желтозобик — Tryngites subruficollis
- Турухтан — Philomachus pugnax
- Большой плавунчик — Phalaropus tricolor
- Круглоносый плавунчик — Phalaropus lobatus
- Плосконосый плавунчик — Phalaropus fulicaria

### Поморниковые—Stercorariidae
- Средний поморник — Stercorarius pomarinus
- Короткохвостый поморник — Stercorarius parasiticus
- Длиннохвостый поморник — Stercorarius longicaudus
- Большой поморник — Stercorarius skua

### Чайковые—Laridae
- Черноголовая чайка — Larus melanocephalus
- Ацтекская чайка — Larus atricilla
- Франклинова чайка — Larus pipixcan
- Малая чайка — Larus minutus
- Вилохвостая чайка — Larus sabini
- Бонапартова чайка — Larus philadelphia
- Озёрная чайка — Larus ridibundus
- Средиземноморская чайка — Larus michahellis
- Черноголовый хохотун — Larus ichthyaetus
- Морской голубок — Larus genei
- Чайка Одуэна — Larus audouinii
- Делавэрская чайка — Larus delawarensis
- Сизая чайка — Larus canus
- Клуша — Larus fuscus
- Серебристая чайка — Larus argentatus
- Малая полярная чайка — Larus glaucoides
- Бургомистр — Larus hyperboreus
- Морская чайка — Larus marinus
- Обыкновенная моевка — Rissa tridactyla

### Крачковые—Sternidae
- Чайконосая крачка — Gelochelidon nilotica
- Чеграва — Hydroprogne caspia
- Королевская крачка — Sterna maximus
- Бенгальская крачка — Sterna bengalensis
- Пестроносая крачка — Sterna sandvicensis
- Розовая крачка — Sterna dougallii
- Речная крачка — Sterna hirundo
- Полярная крачка — Sterna paradisaea
- Крачка Форстера — Sterna forsteri
- Бурокрылая крачка — Onychoprion anaethetus
- Тёмная крачка — Onychoprion fuscata
- Малая крачка — Sternula albifrons
- Белощёкая крачка — Chlidonias hybridus
- Чёрная крачка — Chlidonias niger
- Белокрылая крачка — Chlidonias leucopterus

### Чистиковые—Alcidae
- Тонкоклювая кайра — Uria aalge
- Гагарка — Alca torda
- Обыкновенный чистик — Cepphus grylle
- Люрик — Alle alle
- Тупик — Fratercula arctica

## Рябкообразные—Pterocliformes

### Рябковые—Pteroclidae
- Белобрюхий рябок — Pterocles alchata
- Чернобрюхий рябок — Pterocles orientalis

## Голубеобразные—Columbiformes

### Голубиные—Columbidae
- Сизый голубь — Columba livia
- Клинтух — Columba oenas
- Вяхирь — Columba palumbus
- Мадейрский голубь — Columba trocaz
- Обыкновенная горлица — Streptopelia turtur
- Кольчатая горлица — Streptopelia decaocto
- Малая горлица — Streptopelia senegalensis

## Попугаеобразные—Psittaciformes

### Попугаевые—Psittacidae
- Ожереловый попугай Крамера — Psittacula krameri

## Кукушкообразные—Cuculiformes

### Кукушковые—Cuculidae
- Хохлатая кукушка — Clamator glandarius
- Обыкновенная кукушка — Cuculus canorus
- Черноклювая американская кукушка — Coccyzus erythropthalmus
- Желтоклювая американская кукушка — Coccyzus americanus

## Совообразные—Strigiformes

### Сипуховые—Tytonidae
- Сипуха — Tyto alba

### Совиные—Strigidae
- Сплюшка — Otus scops
- Филин — Bubo bubo
- Белая сова — Bubo scandiacus
- Домовый сыч — Athene noctua
- Серая неясыть — Strix aluco
- Ушастая сова — Asio otus
- Болотная сова — Asio flammeus
- Африканская ушастая сова — Asio capensis

## Козодоеобразные—Caprimulgiformes

### Настоящие козодои—Caprimulgidae
- Виргинский сумеречный козодой — Chordeiles minor
- Обыкновенный козодой — Caprimulgus europaeus
- Красношейный козодой — Caprimulgus ruficollis

## Стрижеобразные—Apodiformes

### Стрижиные —Apodidae
- Чёрный стриж — Apus apus
- Бледный стриж — Apus pallidus
- Белобрюхий стриж — Apus melba
- Малый стриж — Apus affinis
- Одноцветный стриж — Apus unicolor
- Белогузый стриж — Apus caffer

## Ракшеобразные—Coraciiformes

### Зимородковые—Alcedinidae
- Обыкновенный зимородок — Alcedo atthis
- Опоясанный пегий зимородок — Ceryle alcyon

### Щурковые—Meropidae
- Золотистая щурка — Merops apiaster

### Сизоворонковые—Coraciidae
- Сизоворонка — Coracias garrulus

### Удодовые—Upupidae
- Удод — Upupa epops

## Дятлообразные—Piciformes

### Дятловые—Picidae
- Вертишейка — Jynx torquilla
- Зелёный дятел — Picus viridis
- Большой пёстрый дятел — Dendrocopos major
- Малый пёстрый дятел — Dendrocopos minor
- Средний пёстрый дятел — Dendrocopos medius

## Воробьинообразные—Passeriformes

### Жаворонковые—Alaudidae
- Степной жаворонок — Melanocorypha calandra
- Малый жаворонок — Calandrella brachydactyla
- Серый жаворонок — Calandrella rufescens
- Жаворонок Дюпона — Chersophilus duponti
- Хохлатый жаворонок — Galerida cristata
- Короткопалый хохлатый жаворонок — Galerida theklae
- Лесной жаворонок — Lullula arborea
- Полевой жаворонок — Alauda arvensis

### Ласточковые—Hirundinidae
- Береговушка — Riparia riparia
- Скалистая ласточка — Ptyonoprogne rupestris
- Деревенская ласточка — Hirundo rustica
- Рыжепоясничная ласточка — Hirundo daurica
- Городская ласточка — Delichon urbicum

### Трясогузковые—Motacillidae
- Желтоголовая трясогузка — Motacilla citreola
- Белая трясогузка — Motacilla alba
- Горная трясогузка — Motacilla cinerea
- Жёлтая трясогузка — Motacilla flava
- Степной конёк — Anthus richardi
- Полевой конёк — Anthus campestris
- Канарский конёк — Anthus berthelotii
- Лесной конёк — Anthus trivialis
- Сибирский конёк — Anthus gustavi
- Луговой конёк — Anthus pratensis
- Краснозобый конёк — Anthus cervinus
- Горный конёк — Anthus spinoletta
- Береговой конёк — Anthus petrosus

### Корольковые—Regulidae
- Желтоголовый королёк — Regulus regulus
- Красноголовый королёк — Regulus ignicapillus
- Мадейрский королёк — Regulus madeirensis

### Свиристелевые—Bombycillidae
- Свиристель — Bombycilla garrulus

### Оляпковые—Cinclidae
- Оляпка — Cinclus cinclus

### Крапивниковые—Troglodytidae
- Крапивник — Troglodytes troglodytes

### Завирушковые—Prunellidae
- Лесная завирушка — Prunella modularis
- Альпийская завирушка — Prunella collaris

### Дроздовые—Turdidae
- Пёстрый каменный дрозд — Monticola saxatilis
- Синий каменный дрозд — Monticola solitarius
- Лесной дрозд — Hylocichla mustelina
- Белозобый дрозд — Turdus torquatus
- Чёрный дрозд — Turdus merula
- Оливковый дрозд — Turdus obscurus
- Чернозобый дрозд — Turdus atrogularis
- Рябинник — Turdus pilaris
- Белобровик — Turdus iliacus
- Певчий дрозд — Turdus philomelos
- Деряба — Turdus viscivorus

### Цистиколовые—Cisticolidae
- Веерохвостая цистикола — Cisticola juncidis

### Славковые—Sylviidae
- Широкохвостая камышовка — Cettia cetti
- Обыкновенный сверчок — Locustella naevia
- Певчий сверчок — Locustella certhiola
- Речной сверчок — Locustella fluviatilis
- Соловьиный сверчок — Locustella luscinioides
- Тонкоклювая камышовка — Acrocephalus melanopogon
- Вертлявая камышовка — Acrocephalus paludicola
- Камышовка-барсучок — Acrocephalus schoenobaenus
- Индийская камышовка — Acrocephalus agricola
- Тростниковая камышовка — Acrocephalus scirpaceus
- Болотная камышовка — Acrocephalus palustris
- Дроздовидная камышовка — Acrocephalus arundinaceus
- Северная бормотушка — Hippolais caligata
- Бледная пересмешка — Hippolais pallida
- Многоголосая пересмешка — Hippolais polyglotta
- Зелёная пересмешка — Hippolais icterina
- Пеночка-весничка — Phylloscopus trochilus
- Пеночка-теньковка — Phylloscopus collybita
- Иберийская пеночка — Phylloscopus brehmii
- Светлобрюхая пеночка — Phylloscopus bonelli
- Пеночка-трещотка — Phylloscopus sibilatrix
- Бурая пеночка — Phylloscopus fuscatus
- Пеночка-зарничка — Phylloscopus inornatus
- Славка-черноголовка — Sylvia atricapilla
- Садовая славка — Sylvia borin
- Серая славка — Sylvia communis
- Славка-завирушка — Sylvia curruca
- Певчая славка — Sylvia hortensis
- Субальпийская славка — Sylvia cantillans
- Средиземноморская славка — Sylvia melanocephala
- Очковая славка — Sylvia conspicillata
- Провансальская славка — Sylvia undata
- Белоусая славка — Sylvia mystacea

### Мухоловковые—Muscicapidae
- Серая мухоловка — Muscicapa striata
- Мухоловка-пеструшка — Ficedula hypoleuca
- Мухоловка-белошейка — Ficedula albicollis
- Малая мухоловка — Ficedula parva
- Зарянка — Erithacus rubecula
- Варакушка — Luscinia svecica
- Западный соловей — Luscinia megarhynchos
- Тугайный соловей — Cercotrichas galactotes
- Горихвостка-чернушка — Phoenicurus ochruros
- Обыкновенная горихвостка — Phoenicurus phoenicurus
- Луговой чекан — Saxicola rubetra
- Черноголовый чекан — Saxicola rubicola
- Сибирский черноголовый чекан — Saxicola maura
- Обыкновенная каменка — Oenanthe oenanthe
- Каменка-плясунья — Oenanthe isabellina
- Пустынная каменка — Oenanthe deserti
- Чернопегая каменка — Oenanthe hispanica
- Белохвостая каменка — Oenanthe leucura

### Длиннохвостые синицы—Aegithalidae
- Длиннохвостая синица — Aegithalos longicaudus

### Синицевые—Paridae
- Черноголовая гаичка — Parus palustris
- Московка — Parus ater
- Хохлатая синица — Parus cristatus
- Большая синица — Parus major
- Лазоревка — Parus caeruleus

### Поползневые—Sittidae
- Обыкновенный поползень — Sitta europaea

### Стенолазовые—Tichodromidae
- Краснокрылый стенолаз — Tichodroma muraria

### Пищуховые—Certhiidae
- Короткопалая пищуха — Certhia brachydactyla

### Ремезовые—Remizidae
- Обыкновенный ремез — Remiz pendulinus

### Иволговые—Oriolidae
- Обыкновенная иволга — Oriolus oriolus

### Сорокопутовые—Laniidae
- Пустынный сорокопут — Lanius meridionalis
- Обыкновенный жулан — Lanius collurio
- Красноголовый сорокопут — Lanius senator

### Врановые—Corvidae
- Чёрная ворона — Corvus corone
- Ворон — Corvus corax
- Галка — Corvus monedula
- Грач — Corvus frugilegus
- Сойка — Garrulus glandarius
- Клушица — Pyrrhocorax pyrrhocorax
- Сорока — Pica pica
- Кедровка — Nucifraga caryocatactes
- Голубая сорока — Cyanopica cyana

### Скворцовые—Sturnidae
- Розовый скворец — Sturnus roseus
- Обыкновенный скворец — Sturnus vulgaris
- Чёрный скворец — Sturnus unicolor

### Ткачиковые—Ploceidae
- Наполеонов бархатный ткач — Euplectes afer

### Астрильдовые—Estrildidae
- Волнистый астрильд — Estrilda astrild
- Тигровый астрильд — Amandava amandava

### Parulidae
- Dendroica petechia
- Dendroica coronata
- Setophaga ruticilla
- Seiurus noveboracensis

### Emberizidae
- Emberiza citrinella
- Emberiza cirlus
- Emberiza cia
- Emberiza hortulana
- Emberiza pusilla
- Emberiza rustica
- Emberiza aureola
- Emberiza pallasi
- Emberiza schoeniclus
- Miliaria calandra
- Plectrophenax nivalis
- Calcarius lapponicus
- Zonotrichia albicollis

### Cardinalidae
- Pheucticus ludovicianus

### Icteridae
- Dolichonyx oryzivorus

### Fringillidae
- Fringilla coelebs
- Fringilla montifringilla
- Loxia pytyopsittacus
- Loxia curvirostra
- Carduelis chloris
- Carduelis flammea
- Carduelis spinus
- Carduelis carduelis
- Carduelis flavirostris
- Carduelis cannabina
- Serinus serinus
- Serinus canaria
- Pyrrhula pyrrhula
- Coccothraustes coccothraustes
- Rhodopechys githaginea

### Воробьиные-Passeridae
- Домовый воробей - Passer domesticus
- Испанский воробей - Passer hispaniolensis
- Полевой воробей - Passer montanus
- Каменный воробей - Petronia petronia
- Снежный воробей - Montifringilla nivalis